# 提籃橋駅
座標: 北緯31度15分19.8秒 東経121度30分7.3秒 / 北緯31.255500度 東経121.502028度
提籃橋駅（ていらんきょうえき）は、上海市虹口区東長治路公平路に位置する上海地下鉄12号線の駅。

## 駅構造
- 島式ホーム1面2線の地下駅。ホームドア設置。

## 歴史
- 2013年12月29日 - 12号線開業。

## 駅周辺
- 上海ユダヤ難民紀念館

## 隣の駅
上海地下鉄
■12号線
国際客運中心駅 - 提籃橋駅 - 大連路駅